# Women's National Basketball Association 2007
Women's National Basketball Association 2007 var den elfte säsongen av den amerikanska proffsligan i basket för damer. Säsongen inleddes lördagen den 19 maj och avslutades söndagen den 19 augusti 2007 efter 221 seriematcher. Lagen i Eastern Conference mötte varandra fyra gånger, två hemma och två borta, vilket gav totalt 20 omgångar, samt lagen från Western Conferencen två gånger, en hemma och en borta, vilket gav ytterligare 14 omgångar, totalt 34 matcher. Lagen i Western Conference möttes antingen tre eller fyra gånger, vilket gav 22 omgångar, samt lagen från Eastern Conference två gånger, en hemma och en borta, vilket gav ytterligare 12 omgångar, totalt 34 matcher. De fyra första lagen i varje Conference gick därefter till slutspel som spelades mellan den 23 augusti och 16 september. Phoenix Mercury blev mästare för första gången efter att ha besegrat de regerande mästarna Detroit Shock med 3-2 i finalserien.
All Star-matchen spelades den 15 juli i Verizon Center i Washington, D.C. där Western besegrade Eastern med 103-99.

## Grundserien
Not: V = Vinster, F = Förluster, PCT = Vinstprocent
- Lag i GRÖN färg till slutspel.
- Lag i RÖD färg har spelat klart för säsongen.

| Lag                | V  | F  | PCT  |
| ------------------ | -- | -- | ---- |
| Detroit Shock      | 24 | 10 | .706 |
| Indiana Fever      | 21 | 13 | .618 |
| Connecticut Sun    | 18 | 16 | .529 |
| New York Liberty   | 16 | 18 | .471 |
| Washington Mystics | 16 | 18 | .471 |
| Chicago Sky        | 14 | 20 | .412 |

| Lag                      | V  | F  | PCT  |
| ------------------------ | -- | -- | ---- |
| Phoenix Mercury          | 23 | 11 | .676 |
| San Antonio Silver Stars | 20 | 14 | .588 |
| Sacramento Monarchs      | 19 | 15 | .559 |
| Seattle Storm            | 17 | 17 | .500 |
| Houston Comets           | 13 | 21 | .382 |
| Minnesota Lynx           | 10 | 24 | .294 |
| Los Angeles Sparks       | 10 | 24 | .294 |

## Slutspelet
- De fyra bästa lagen från varje Conference gick till slutspelet.
- Conference semifinalerna och conference finalerna avgjordes i bäst av tre matcher.
- WNBA-finalen avgjordes i bäst av fem matcher.

|  | Conference Semifinal Bäst av 3 | Conference Semifinal Bäst av 3 | Conference Semifinal Bäst av 3 |             |    | Conference Final Bäst av 3 | Conference Final Bäst av 3 | Conference Final Bäst av 3 |  |  | WNBA Final Bäst av 5 | WNBA Final Bäst av 5 | WNBA Final Bäst av 5 |  |
|  |                                |                                |                                |             |    |                            |                            |                            |  |  |                      |                      |                      |  |
|  | E1                             | Detroit                        | 2                              |             |    |                            |                            |                            |  |  |                      |                      |                      |  |
|  | E1                             | Detroit                        | 2                              |             |    |                            |                            |                            |  |  |                      |                      |                      |  |
|  | E4                             | New York                       | 1                              |             |    |                            |                            |                            |  |  |                      |                      |                      |  |
|  | E4                             | New York                       | 1                              |             | E1 | Detroit                    | 2                          |                            |  |  |                      |                      |                      |  |
|  | Eastern Conference             |                                |                                |             | E1 | Detroit                    | 2                          |                            |  |  |                      |                      |                      |  |
|  |                                |                                | E2                             | Indiana     | 1  |                            |                            |                            |  |  |                      |                      |                      |  |
|  | E2                             | Indiana                        | E2                             | Indiana     | 1  | 2                          |                            |                            |  |  |                      |                      |                      |  |
|  | E2                             | Indiana                        |                                |             |    |                            |                            |                            |  |  |                      |                      |                      |  |
|  | E3                             | Connecticut                    | 1                              |             |    |                            |                            |                            |  |  |                      |                      |                      |  |
|  | E3                             | Connecticut                    | 1                              |             | E1 | Detroit                    | 2                          |                            |  |  |                      |                      |                      |  |
|  |                                |                                |                                |             |    |                            |                            |                            |  |  |                      |                      |                      |  |
|  |                                |                                | W1                             | Phoenix     | 3  |                            |                            |                            |  |  |                      |                      |                      |  |
|  | W1                             | Phoenix                        | W1                             | Phoenix     | 3  | 2                          |                            |                            |  |  |                      |                      |                      |  |
|  | W1                             | Phoenix                        |                                |             |    |                            |                            |                            |  |  |                      |                      |                      |  |
|  | W4                             | Seattle                        | 0                              |             |    |                            |                            |                            |  |  |                      |                      |                      |  |
|  | W4                             | Seattle                        | 0                              |             | W1 | Phoenix                    | 2                          |                            |  |  |                      |                      |                      |  |
|  | Western Conference             |                                |                                |             | W1 | Phoenix                    | 2                          |                            |  |  |                      |                      |                      |  |
|  |                                |                                | W2                             | San Antonio | 0  |                            |                            |                            |  |  |                      |                      |                      |  |
|  | W2                             | San Antonio                    | W2                             | San Antonio | 0  | 2                          |                            |                            |  |  |                      |                      |                      |  |
|  | W2                             | San Antonio                    |                                |             |    |                            |                            |                            |  |  |                      |                      |                      |  |
|  | W3                             | Sacramento                     | 1                              |             |    |                            |                            |                            |  |  |                      |                      |                      |  |

### WNBA-final
Detroit Shock vs Phoenix Mercury
| Match   | Datum        | Hemmalag | Bortalag | Resultat  |
| ------- | ------------ | -------- | -------- | --------- |
| Match 1 | 5 september  | Detroit  | Phoenix  | 108 - 100 |
| Match 2 | 8 september  | Detroit  | Phoenix  | 70 - 98   |
| Match 3 | 11 september | Phoenix  | Detroit  | 83 - 88   |
| Match 4 | 13 september | Phoenix  | Detroit  | 77 - 76   |
| Match 5 | 16 september | Detroit  | Phoenix  | 92 - 108  |

Phoenix Mercury vann finalserien med 3-2 i matcher